# Бюро знахідок (мультфільм)
«Бюро знахідок» — серія з чотирьох радянських мультиплікаційних фільмів режисерів Ольга Чуркіна та Бориса Акулінічева за сценарієм Сергія Іванова про пригоди бездомного пса Тишки, який у Бюро знахідок став досвідченим детективом. Перші дві серії були створені в 1982 році, третя — «Злодійка сорока» у 1983 році, а четверта — у 1984 році.

## Сюжет
Пес Тишка та папуга Степанович, під керівництвом дідуся (завідувачем Бюро знахідок) розслідують різні забавні та кримінальні випадки, пов'язані із втратою речей (іноді одушевлених).
- Фільм перший (1982) — Пошук дресованої вівчарки, яка в результаті виявляється маленьким іграшковим псом.
- Фільм другий (1982) — Знайдений кошик з крокодилячими яйцями, про які спочатку думали, ніби вони відкладені якимсь птахом.
- Фільм третій (1983) — У Бюро знахідок виявлено крадіжку окулярів та ще «тринадцять предметів першої необхідності». Тишка і Степанич спочатку підозрюють кота, а потім за його допомогою знаходять винувачку — сороку-злодійку.
- Фільм четвертий (1984) — Та ж шкідлива сорока вночі втікає з клітки ув'язнення, вкравши медаль Тишки. Тепер вона вчить зразкову школярку поганому. Тишка та Степанич знаходять і викривають сороку, яка кається і обіцяє виправитися. Дівчинка просить друзів не садити сороку знову до клітк, а відправити її до їхнього шкільного живого куточка. Ті погоджуються, і дівчинка називає сороку Наталею.

## Персонажі

### Основні
- Пес Тишка — безпородний собака, якого взяли до Бюро знахідок. Веселий і бешкетний пес.
- Степанич — флегматичний папуга, який стає прийомним батьком крокодильчиків. Ненавидить телефон у Бюро знахідок, який постійно дзвонить. Погрожує навіть зламати його.
- Дідусь — завідувач Бюро знахідок. Носить окуляри.

### Антагоніст
- Сорока Наталя — єдиний антагоніст, злодійка. У третьому фільмі вкрала: окуляри, «тринадцять предметів першої необхідності» та медаль Тишки, підписавши «найкращій сорок району». У четвертому фільмі сорока навчає першокласників «уму-розуму», першокласника вчить усьому поганому. Ім'я отримує лише наприкінці.

### Епізодичні
- Хлопчик, який втратив маленького іграшкового пса.
- Птах-секретар, який «давав довідку» Тишці.
- Крокодиля, що втратила кошик з яйцями.
- Кіт — «мишачий сторож» з магазину. Тишка та Степанич підозрювали його в крадіжках. Потім допоміг їм знайти справжнього злодія.
- Дівчинка, яку сорока навчала всьому поганому.

## Список серій
| № фільму                          | Рік випуску    | Тривалість                                              |
| --------------------------------- | -------------- | ------------------------------------------------------- |
| Перший: Другий: Третій: Четвертий | 1982 1983 1984 | 9 хв. 16 сек. 7 хв. 31 сек. 8 хв. 43 сек. 8 хв. 27 сек. |

## Творці
- Автори сценарію: Клавдія Ганеліна, (1), Сергій Іванов (2, 3, 4)
- Режисери-постановники: Олег Чуркін, (1, 2, 3), Борис Акулінічев (4)
- Художники-постановники: Борис Акуліничов, (1, 2, 3, 4), Наталія Кудрявцева (4)
- Оператори-постановники: Володимир Мілованов, (1, 3), Ігор Шкамарда (2, 4)
- Композитор: Євген Крилатов
- Автори тексту пісні: Михайло Пляцковський
- Звукооператори: Віталій Азаровський, Неллі Кудріна
- Художники-мультиплікатори: Володимир Спорихін, Семен Петецький, Михайло Першин, (1, 2, 3), Костянтин Романенко, (1), Світлана Січкар, (1, 2, 3), Наталія Базельцева, (3), Олександр Левчик, (3), Ігор Самохін, (4), Кирило Малянтович (4);
- Художники: Тетяна Абалакіна (1, 3), Олександр Січкар (1, 2, 4), Ольга Каїсельова (1), О. Ткаленко (1), Олександр Брежнєв (1), Наталія Дмитрієва (1, 4), Тетяна Степанова (1), Наталія Грачова (1), Інна Карп (2), Наталія Кудрявцева (2, 3), Володимир Чурик (3), Ольга Хорова (3), Валентин Самотєйкін (4)
- Ролі озвучували: 
  - Фільм перший : Петро Вишняков (дідусь), Георгій Віцин (папуга Степанич), Василь Бочкарьов (пес Тишка), Клара Рум'янова (хлопчик, вокал «Не хвилюйтеся даремно»).
  - Фільм другий: П. Вишняков (дідусь), Георгій Віцин (папуга Степанич), Олександр Бєлявський (пісок Тишка; морозивник), В'ячеслав Невинний (птах-секретар), Ольга Розовська (крокодилка), Клара Рум'янова (вокал «Не хвилюйтеся даремно»).
  - Фільм третій : Георгій Віцин (папуга Степанич), Григорій Толчинський (пес Тишка), П. Вишняков (дідусь), Зінаїда Наришкіна (сорока), Микола Караченцов (кіт), Клара Рум'янова (вокал «Не волнуйтесь понапрасну»).
  - Фільм четвертий: Георгій Віцин (папуга Степанич), Зінаїда Наришкіна (сорока), Світлана Травкіна (дівчинка-школярка), Ігор Ясулович (пес Тишка), Клара Рум'янова (вокал «Не волнуйтесь понапрасну»).
- Монтажери: Світлана Сімухіна (1, 2, 3), Галина Дробініна (4)
- Редактори: Олександр Тимофєєвський (1, 2), Валерія Медведовська (3), Аліса Феодоріді (4)
- Директори картини: Лідія Варенцова (1, 2, 3), Зінаїда Сараєва (4)

## Відеовидання
Мультфільм неодноразово перевидавався на DVD:
- «Бюро знахідок» Збірник мультфільмів.
- «Улюблені пісеньки» Збірка мультфільмів.
- «Добраніч малюки!» Тиждень третій.
- «Чудова сімка» Випуск 1. Збірка мультфільмів.